# الکساندر لوپس
الکساندر لوپس (اسپانیایی: Alexander López‎؛ زادهٔ ۵ ژوئن ۱۹۹۲) بازیکن فوتبال اهل هندوراس است.
از باشگاه‌هایی که در آن بازی کرده است می‌توان به باشگاه فوتبال دپورتیوو المپیا و باشگاه فوتبال هیوستون دینامو اشاره کرد.
وی همچنین در تیم ملی فوتبال هندوراس بازی کرده است.